# 槴子新脊介
槴子新脊介（学名：Neonesidea gardeniella）为土菱介科新脊介屬下的一个种。